# Буенос Ајрес (провинција)
Провинција Буенос Ајрес (шп. Provincia de Buenos Aires) је највећа и најнасељенија аргентинска провинција. Према северу се граничи са провинцијама Ентре Риос и Санта Фе, према западу са провинцијама Кордоба, Ла Пампа и Рио Негро, према југу и истоку има излаз на Атлантски океан. 